# Bedford RL
Bedford RL — грузовик, производимый компанией Bedford Vehicles с 1952 по 1975 год, как вариант гражданского грузовика Bedford S-Type, предназначенный специально для использования в военных целях, хотя некоторые из них также использовались в качестве гражданских транспортных средств.
По сравнению с гражданским вариантом у грузовика RL были колёса большего размера и двигатель, который давал больше лошадиных сил, что сделало автомобиль значительно тяжелее.

## История
В 1950 году фирмой был выпущен заднеприводный 7-тонный грузовик серии S, известный также как «Большой Бедфорд» (Big Bedford). Через два года на его шасси был создан 3-тонный полноприводный вариант R, который стал основой самого обширного британского семейства стандартизированных военных грузовиков. На этих машинах устанавливался рядный 6-цилиндровый верхнеклапанный бензиновый двигатель рабочим объёмом 4,9 л и мощностью 115 л.с., 4-ступенчатая коробка передач с 2-ступенчатой раздаточной, гидропривод тормозов с вакуумным усилителем и главные гипоидные передачи.

Базовый вариант семейства RL (военный индекс FV-13101) имел колёсную базу 3962 мм и универсальный бортовой кузов с тентом. На его основе выпускались автомобили FV-13104 с генераторной установкой мощностью 27,5 кВт, грузовик для перевозки личного состава FV-13109, 3600-литровую автоцистерну FV-13106 и радиостанцию FV-13110 с кузовом фирмы Marshall. В 1962 году мощность двигателя машин второго поколения RL Mk-II (FV-13112) была повышена до 130 л.с. Тогда же началась сборка и 4-тонной 97-сильной версии FV-13143. Также с 1962 года на укороченном шасси RS с двигателем 130 л.с. предлагался самосвал FV-13111 грузоподъёмностью до 5 тонн с 2,5-тонной лебёдкой. В начале 1960-х началось производство 4-тонного грузовика RK (FV-13801) с 6-цилиндровым многотопливным двигателем (5,4 л, 102 л.с.), новыми кабиной и алюминиевым кузовом фирмы Marshall.
До 1971 года было выпущено 20 тыс. штук автомобилей серии RL, а отдельные исполнения предлагались до 1983 года.

## Особенности конструкции
Машина оказалась очень популярной и эффективной конструкции, поэтому она также использовалась в качестве основы для ряда других транспортных средств, таких как Hippo APC и пожарная машина Bedford RLHZ, которые использовались военными по всему миру. до 2000-х гг. Автомобиль обладал очень хорошими проходимостью и мог легко подниматься по холмам и пересекать грязные дороги, что делало его обладателем многих преимуществ по сравнению с продуктами British Leyland и Commer, хотя к 1960-1970-м годам он сильно устарел. , но оставался на военной службе, так как Bedford, а затем AWD Trucks производили детали для автомобиля вплоть до 1998 года.
Основные экспортные рынки включали Малайзию, Сингапур, Новую Зеландию, Южную Африку, а некоторые даже экспортировались на Кубу и Кипр. Всего было произведено около 75 000 таких грузовиков. Никакой прямой замены этому автомобилю разработано не было, хотя военные версии грузовика Bedford TK также разрабатывались под названием Bedford MK, а затем и под названием Bedford MJ.